# Illizi
Illizi è una città dell'Algeria orientale, capoluogo della omonima provincia, dell'omonimo distretto e dell'omonima municipalità. È una località turistica; a Illizi si trova infatti uno degli ingressi al Parco Nazionale di Tassili N'Ajjer, noto per la grande quantità di pitture rupestri preistoriche.
Illizi è servita da un aeroporto situato 27 km a nord della città.

## La valle di Djerat

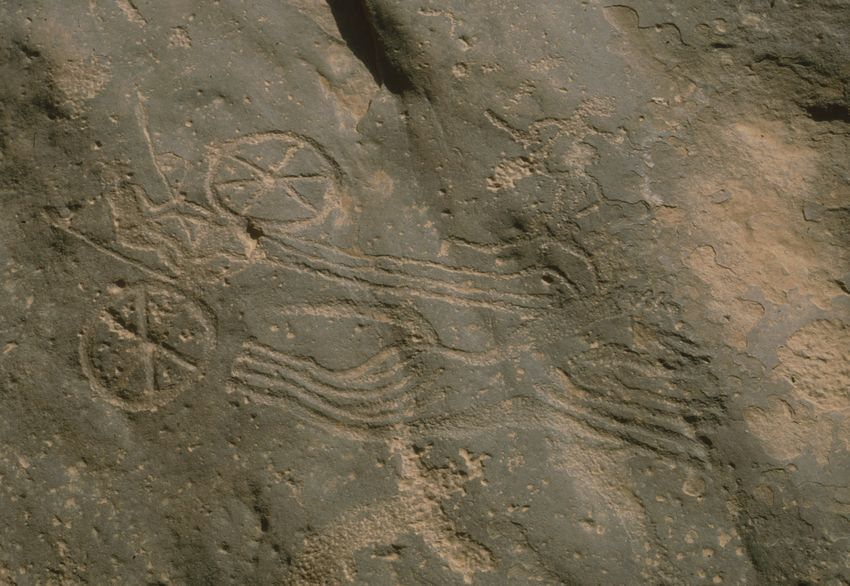
Galoppo volante

La valle di Djerat (Oued Djerat) è famosa per le migliaia di incisioni di età neolitica presenti nel percorso all'interno di un canyon, che furono inventariate nel 1959 da Henri Lhote su richiesta dal Museo del Bardo di Tunisi.
A Nafeg, una località all'interno della valle che Lhote chiamò Nafeg superiore e Nafeg inferiore, ci sono due palmeti. Nella prima località sono presenti tracce di zeribe che furono antiche abitazioni e dei silos per contenere i datteri, molto antichi che vennero utilizzati come ripari segreti per i viveri di riserva.
Nelle vicinanze c'è un piccolo rifugio decorato con pitture in ocra dette del "periodo cavallino". Le raffigurazioni mostrano palme da dattero, ben curate e accanto un dipinto dello stesso periodo, 1000 a.C.: che evidenzia un carro nello stile del “galoppo volante”.

## L'origine di Illizi
Nel luglio 1903, il capitano francese Pein arrivò nell'Oued Ilezi con una truppa e si rese conto che si trattava di un luogo ideale per una base militare: una buona pozza d'acqua con acqua a 50-100 cm di profondità, una zona rialzata accanto ad essa con un'ottima posizione difensiva e abbondanza di pascoli e boschi nei dintorni.
Nel maggio 1908, il colonnello Laperrine, comandante delle truppe sahariane francesi, giunse all'Oued Ilezi e determinò la posizione esatta del previsto forte di Polignac, su un piccolo altopiano roccioso a pochi metri sopra il corso del fiume. Iniziò quindi la costruzione del forte. La costruzione fu completata nel settembre 1909.
Nello stesso anno, dopo il suo completamento, il capitano francese Niéger visitò i Kel Iherir-Tuareg nell'Oued Iherir, 120 chilometri a sud di Illizi. Promise al gruppo etnico che l'inverno successivo sarebbero stati scavati dei pozzi nell'Oued Ilezi e che al loro gruppo etnico sarebbero stati concessi i diritti sull'acqua e sulla terra. Gli abitanti del Kel Iherir divennero così i primi abitanti del villaggio di Fort-Polignac.